# Trofee Maarten Wynants 2014 (mannen)
De 4de editie van de Belgische wielerwedstrijd Trofee Maarten Wynants voor mannen werd verreden op 17 mei 2014. De start en finish vonden plaats in Houthalen-Helchteren. De winnaar was Benjamin Verraes, gevolgd door Sean De Bie en Sam Lennertz.

## Uitslag
| Trofee Maarten Wynants 2014 |                        |                                                |        |
| Plaats                      | Naam                   | Ploeg                                          | Tijd   |
| Winnaar                     | Benjamin Verraes       | Josan-To Win                                   | 3u 17' |
| 2                           | Sean De Bie            | Lotto-Belisol                                  | z.t.   |
| 3                           | Sam Lennertz           | Vastgoedservice-Golden Palace Continental Team | z.t.   |
| 4                           | Joachim Vanreyten      | CT Pollentier                                  | z.t.   |
| 5                           | Jarno Gmelich Meijling | Metec-TKH Continental Cyclingteam              | z.t.   |
| 6                           | Piotr Havik            | Rabobank Development Team                      | z.t.   |
| 7                           | Roy Jans               | Wanty-Groupe Gobert                            | z.t.   |
| 8                           | Thomas Wertz           | Color Code-BioWanze                            | z.t.   |
| 9                           | Dylan Teuns            | BMC Development Team                           | z.t.   |
| 10                          | Dries Hollanders       | Metec-TKH Continental Cyclingteam              | z.t.   |